# 龍山村 (静岡県)

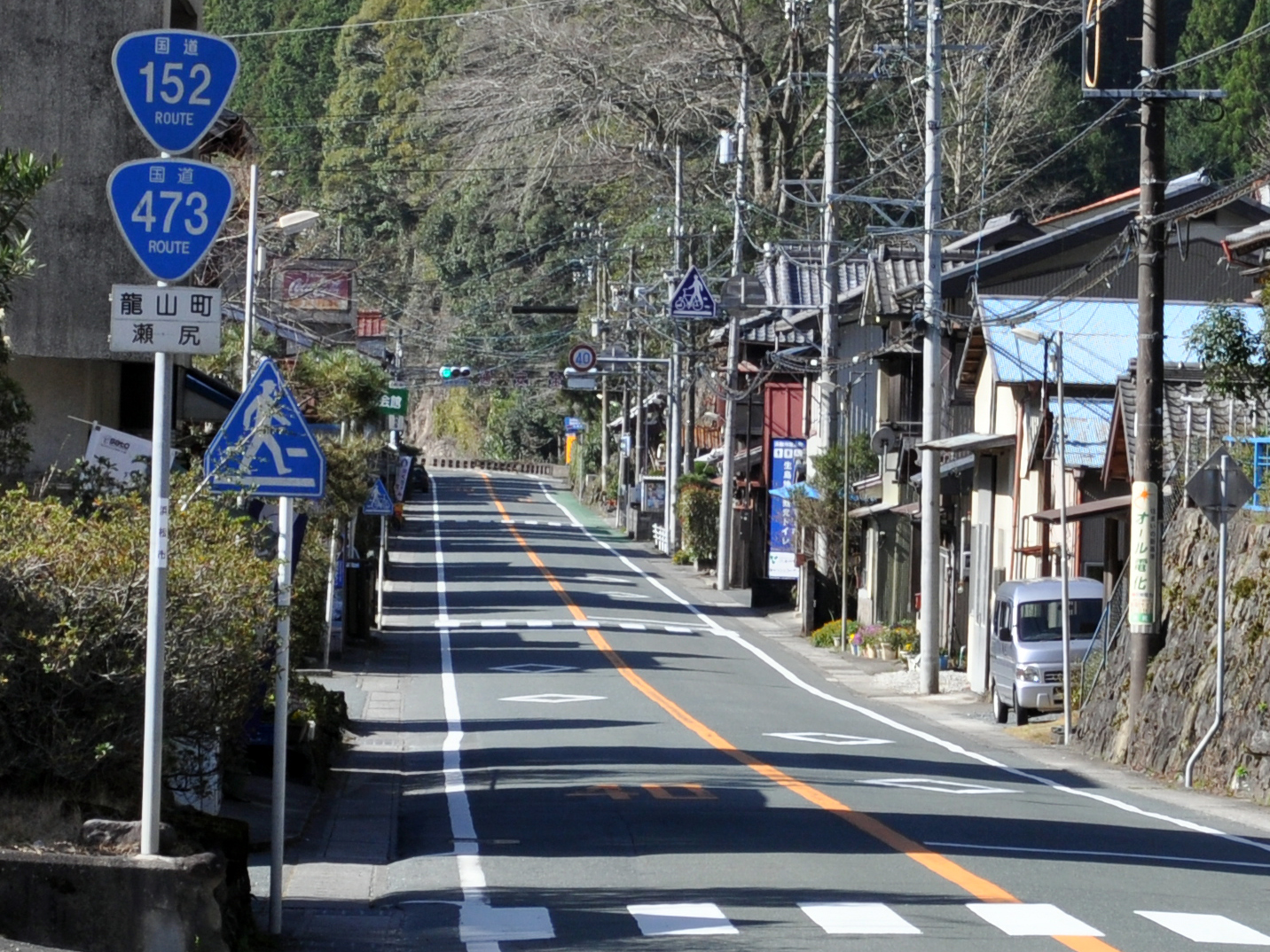
龍山町瀬尻を通る国道152号・国道473号重複区間（2010年3月14日）

龍山村（たつやまむら）は、静岡県西部（遠州）に存在した村である。磐田郡に属した。
2005年7月1日、周辺10市町とともに浜松市へ編入合併され消滅。静岡県最後の村であった。この時龍山村は龍山町として浜松市の地区となった。
2005年7月1日に地方自治法第202条の4に基づく「龍山地域自治区」が設置された。同地域自治区は2012年3月31日をもって廃止。
2007年4月1日に浜松市が政令指定都市へ移行したのに伴い、天竜区の一部となった。
ここでは、現在の龍山町についても述べる。

## 地理
- 隣接していた自治体
  - 天竜市、春野町、佐久間町
- 現在の隣接町会
  - 横山町、春野町、佐久間町

## 歴史
- 1901年（明治34年） - 龍川村のうち大字大嶺及び戸倉、山香村のうち大字瀬尻及び下平山が合併し龍山村が誕生。村名は「龍川村」と「山香村」の合成地名に因る。
- 1943年（昭和18年）3月13日 - 雲折山で山火事が発生して延焼。山林約12.9平方キロメートル焼失。[3]。
- 1958年（昭和33年） - 秋葉ダム完成。
- 1965年（昭和40年）9月17日 - 集中豪雨により下平山で山腹崩壊が発生。住宅1戸が巻き込まれ5人が死亡[4]。
- 1970年（昭和45年） - 峰之沢鉱山閉山。それに伴い、下平山小学校閉校。
- 2005年（平成17年） - 浜松市との合併により閉村。

## 経済

### 教育
浜松市合併後の学校統廃合で、旧龍山村域の小中学校は全て廃校になっている。

#### 小学校
- 龍山村立下平山小学校（1970年に瀬尻小学校と統合し、龍山村立龍山北小学校になる。）
- 龍山村立瀬尻小学校（1970年に下平山小学校と統合し、龍山村立龍山北小学校になる。）
- 龍山村立龍山北小学校（2004年、龍山村立龍山第一小学校に統合された。）
- 龍山村立龍山第一小学校（2005年に龍山村が浜松市に合併に伴い、校名が浜松市立龍山第一小学校に変更される。）
- 浜松市立龍山第一小学校（2014年、浜松市立横山小学校に統合された。）

#### 中学校
- 龍山村立龍山第一中学校（1950年に龍山第二中学校と統合し、龍山村立龍山中学校になる。）
- 龍山村立龍山第二中学校（1950年に龍山第一中学校と統合し、龍山村立龍山中学校になる。）
- 龍山村立龍山中学校（2005年に龍山村が浜松市に合併に伴い、校名が浜松市立龍山中学校に変更される。）
- 浜松市立龍山中学校（2008年、浜松市立光が丘中学校に統合された。）

## 交通

### 鉄道
村内を鉄道路線は通っていない。最寄り駅は、天竜浜名湖鉄道天竜浜名湖線天竜二俣駅。

### 路線バス
- 遠鉄バス秋葉線（唐沢発朝1便のみ）※2022年9月30日で運行終了した。
- 国鉄バス→遠鉄バス→浜松市自主運行バス北遠本線
- 龍山ふれあいバス（遠鉄タクシー委託・デマンド運行）

### 道路
- 一般国道
  - 国道152号、国道473号
- 主要地方道
  - なし
- 一般県道
  - 静岡県道285号大輪天竜線
  - 静岡県道361号白倉西川線